# Michiel Pauw

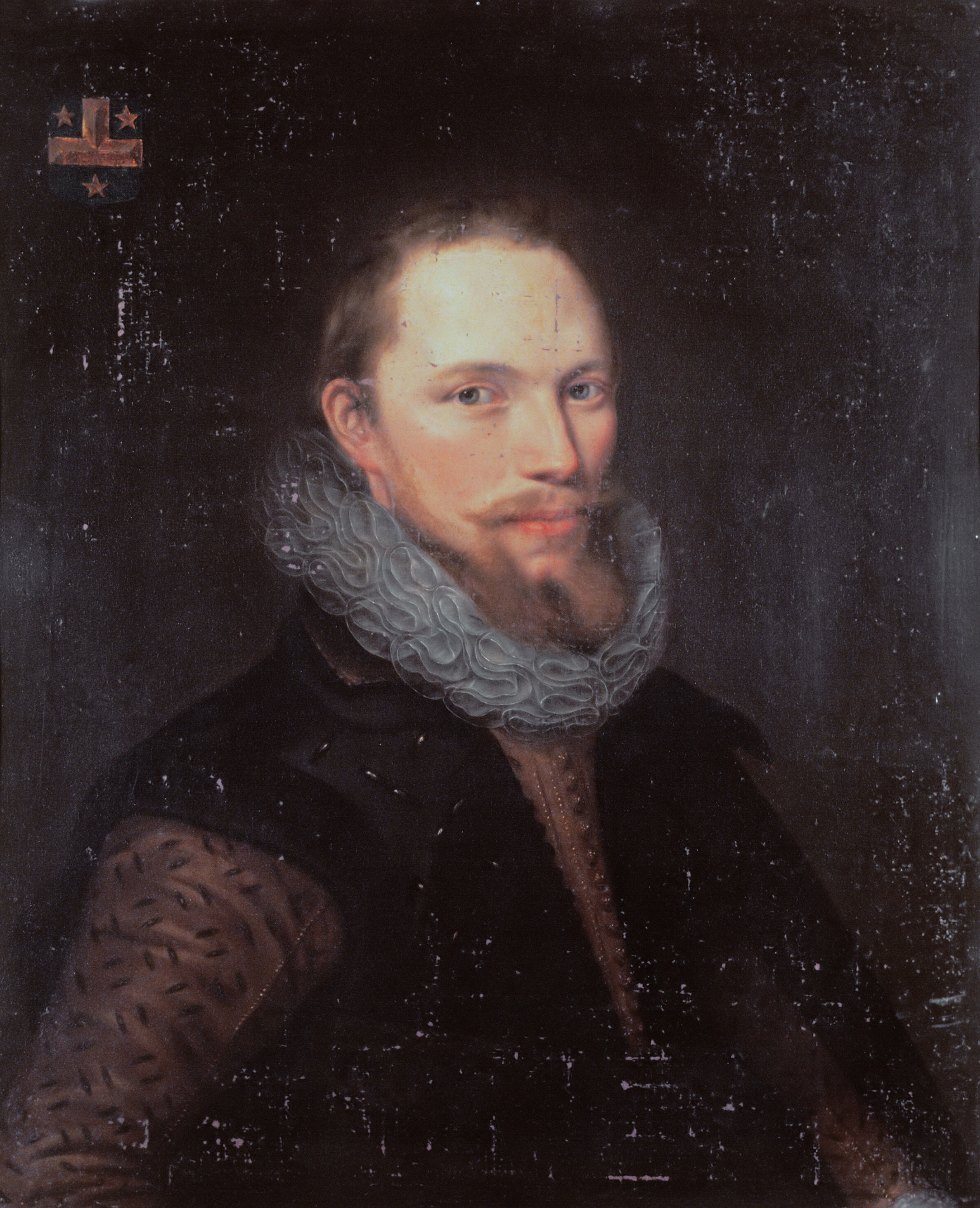
Michiel Pauw, 1618

Michiel „Reyniersz“ Pauw (* 29. März 1590 in Amsterdam; † 24. März 1640 ebenda) war Regierungsmitglied von Amsterdam und Vorsteher oder Direktor (Bewindhebber) der Niederländischen Westindien-Kompanie. Im Weiteren war er Grundherr der Herrschaften „Achttienhoven“ und den Bosch (bei Nieuwkoop), Begründer einer eigenen Kolonie an der nordamerikanischen Ostküste, Pavonia genannt, und „Landesherr“ der Kolonie.

## Lebenslauf

### Familie Pauw
Michiel Pauw entstammte den ursprünglich aus Gouda entstammenden Patriziergeschlecht der Pauw, welches sich im Laufe des Goldenen Zeitalters auf seiner politischen Hochblüte befand. Seine Eltern waren der bedeutende Amsterdamer Regent Reinier Pauw und Cornelia de Lange. Einer von Michiels Brüder war Adriaan Pauw, der Ratspensionär von Holland und Mitorganisator des Friedens von Münster (1648) war. Michiel Pauw heiratete im Jahre 1615 Hillegonda Spiegel (1599–1677), Tochter des Laurens Jansz Spiegel, Schepen und Ratsherr von Amsterdam und der Neeltje Ouderogghe, Frau von Achttienhoven, aus welcher Ehe drei Kinder entsprangen, u. a. Cornelia Pauw, welche sich im Jahre 1639 mit Adam Baron van Lockhorst, heer van de Lier, verehelichte, sowie ihre Brüder Isaac Pauw (1618–1690) und Reinier Pauw (1620–1651).

### Karriere
Nach einem Rechtsstudium, das er mit dem Magistergrad abschloss, wurde Pauw als Kommissar der kleine zaken und Kirchenmeister der Nieuwe Kerk (1616) in die Verwaltung seiner Heimatstadt berufen. Von 1617 bis 1624 war er als Schepen in der Stadtregierung tätig. 1621 war Pauw Mitgründer und bis 1636 einer der Leiter der Niederländischen Westindien-Kompanie. Am 20. April 1623 wurde er zum venezianischen Ritter von Sankt Marcus geschlagen. Im Jahre 1627 war er für die Niederländische Westindien-Kompanie als Gesandter in Frankreich tätig.
Pauw ließ sich durch den Architekten Philips Vingboons ein prächtiges Stadthaus an der Herengracht bauen. Am Giebel ist das Wappen der Familie Pauw mit zwei Sankt Marcuslöwen als dessen Schildhalter zu sehen.
Durch eine entsprechende Rechtsverleihung der Niederländischen Westindien-Kompanie gründete Pauw im Jahre 1630 im Bereich des heutigen Hudson County, New Jersey und Staten Island eine eigene Kolonie, welche er Pavonia nannte, ein Name, der sich von dem lateinischen Wort pavo („Pfau“) ableitet, da sein Familienname Pauw das niederländische Wort für „Pfau“ ist. Er führte als „Landesherr“ den feudalen Titel Patroon. Als seinen Kommandanten stellte Pauw Cornelis van Voorst an, des Weiteren unterhielt er sich einen eigenen Prediger. Im Jahre 1637 verkaufte er Pavonia für 26.000 Gulden an die Westindien-Kompanie zurück.
Durch diese Einnahmequelle bekam Philips Vingboons im Jahre 1638 den Auftrag für Pauw ein prächtiges Stadthaus an der Herengracht (No 168) zu erbauen.